# Bad Bergzabern
Bad Bergzabern es un balneario situado en el Distrito de Südliche Weinstraße (situada en la región vitivinícola Palatinado), en Rheinland-Pfalz (Alemania). Se encuentra en la Deutschen Weinstraße, la zona con mayor producción de vino del país, al borde de la Depresión del Rin. 

## Galería de imágenes

Bad Bergzabern
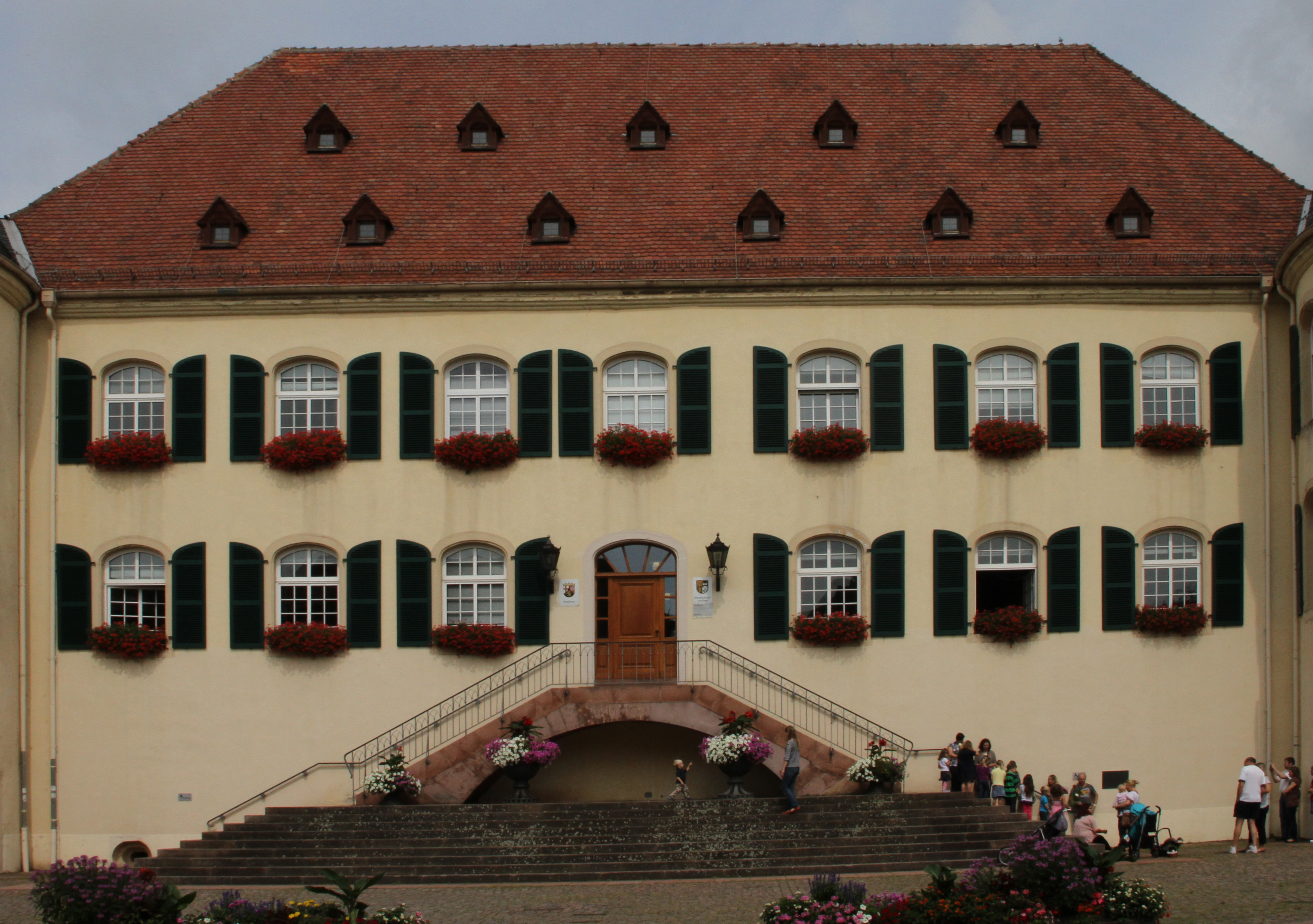
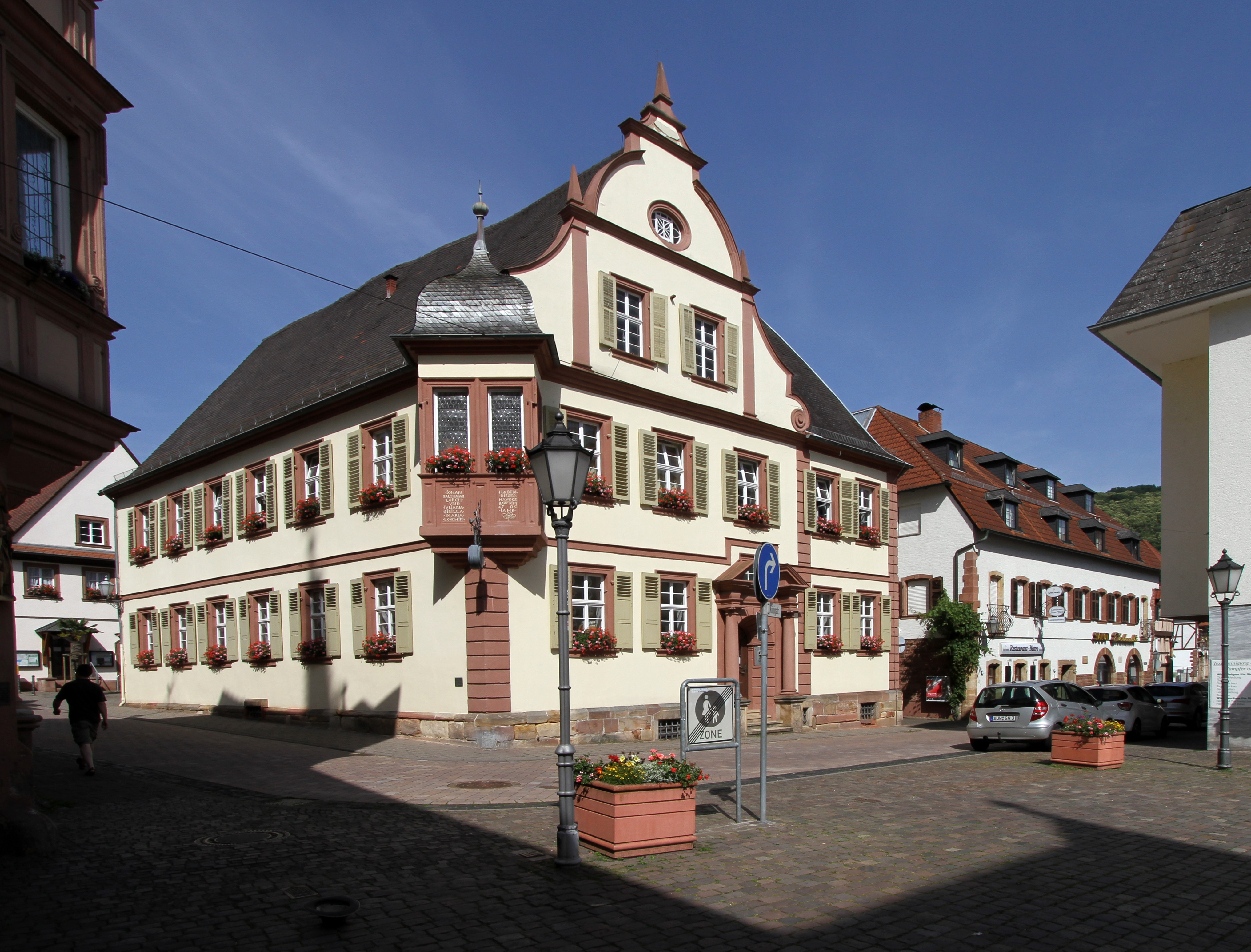
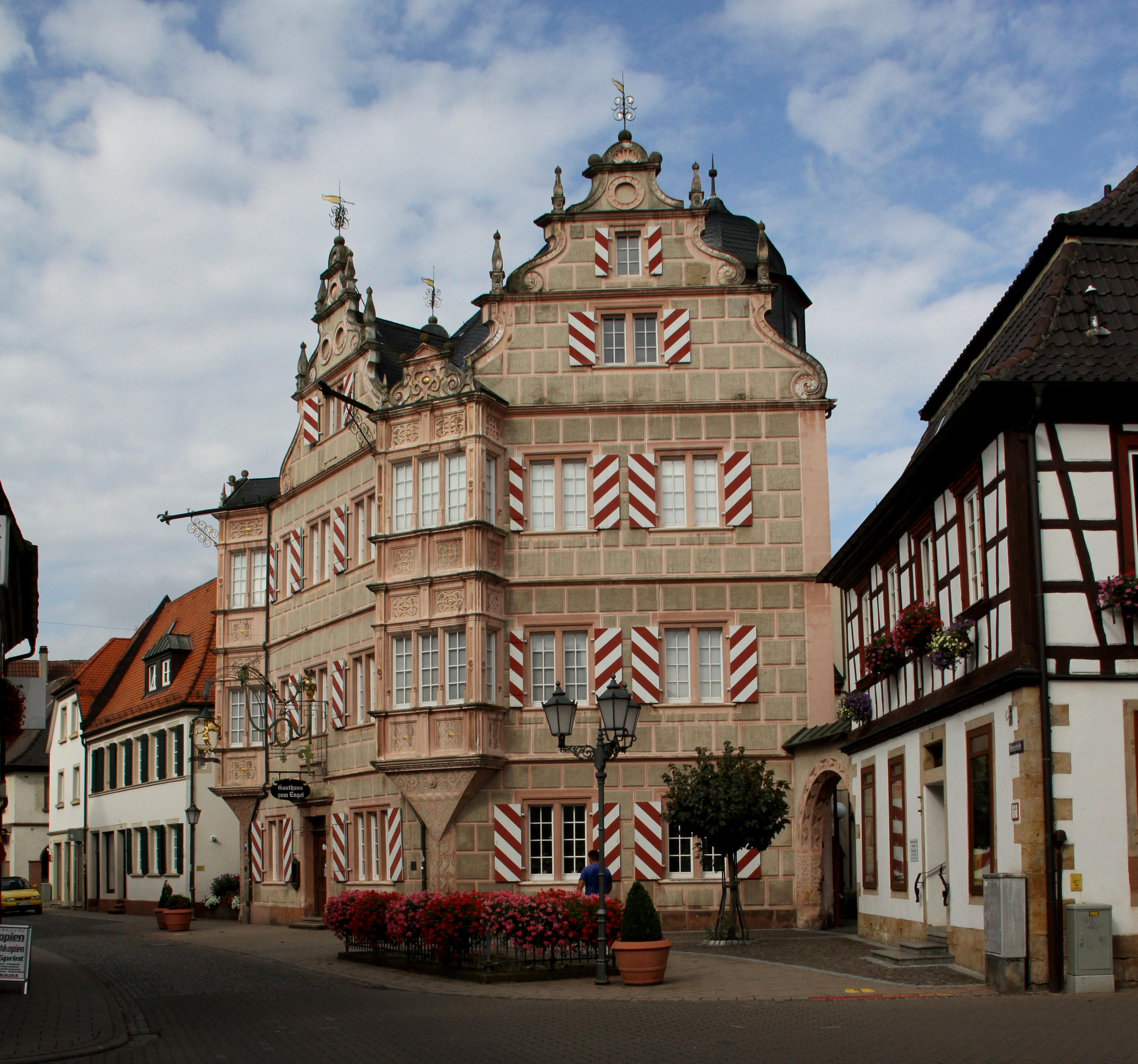
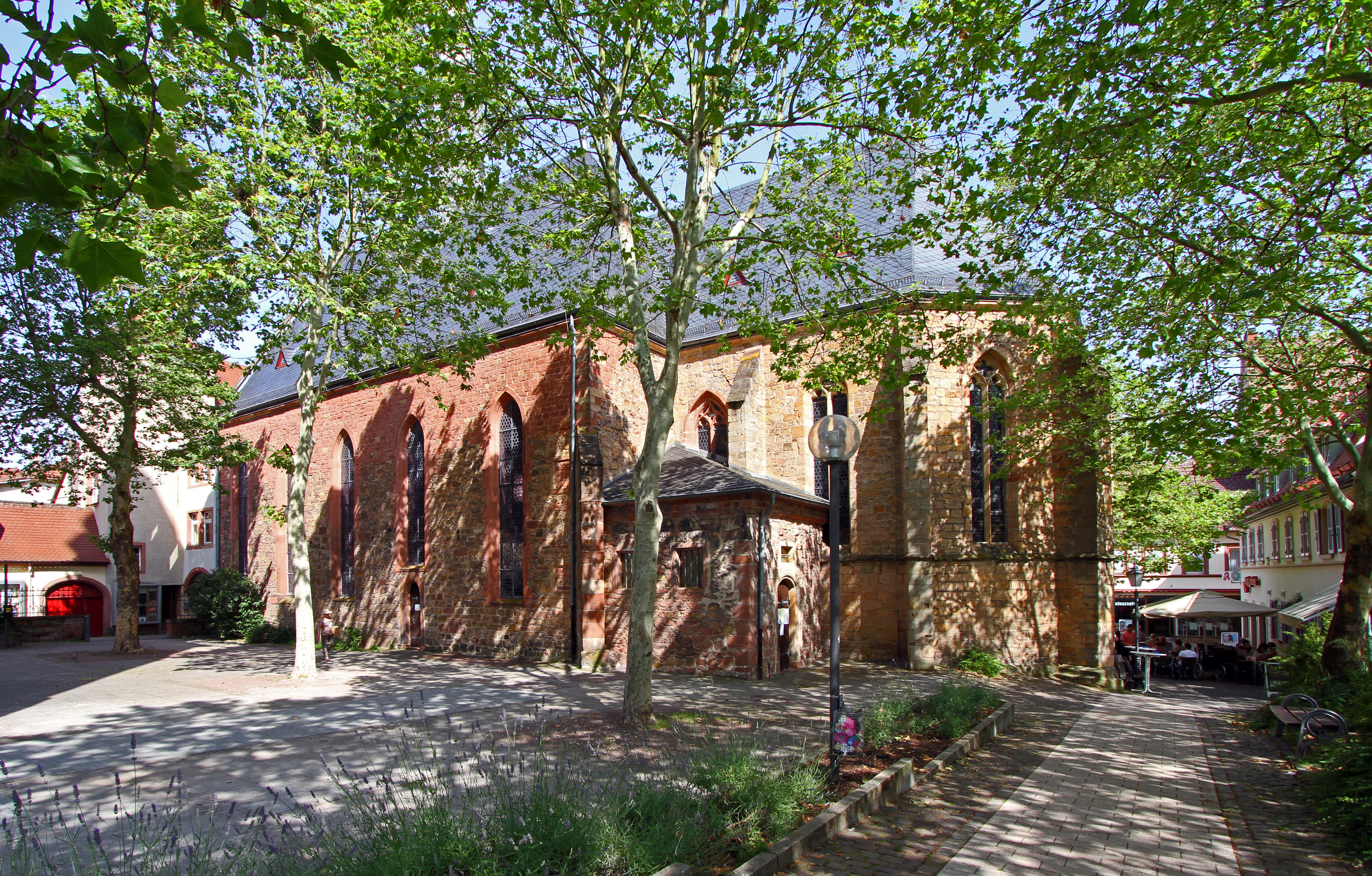
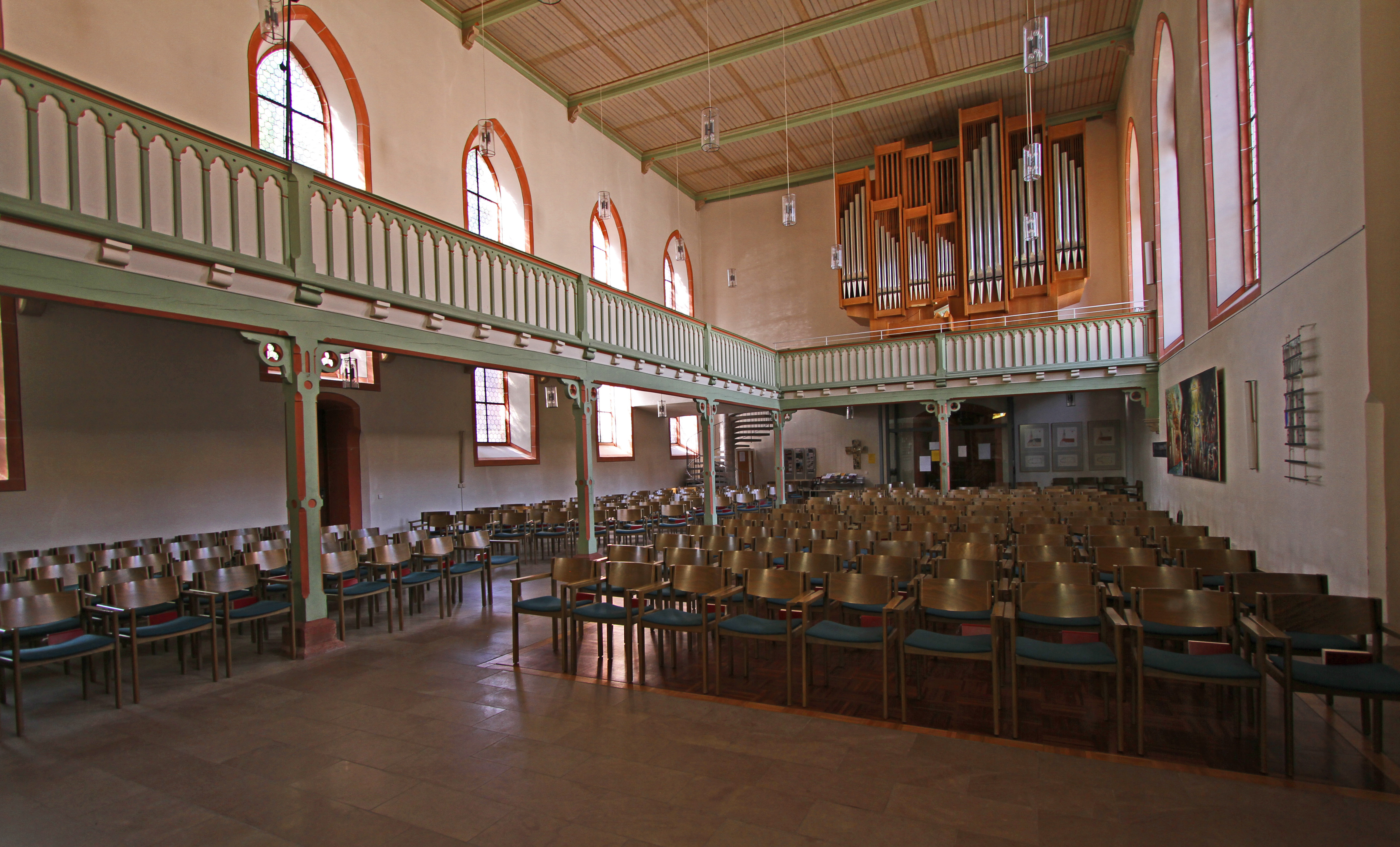
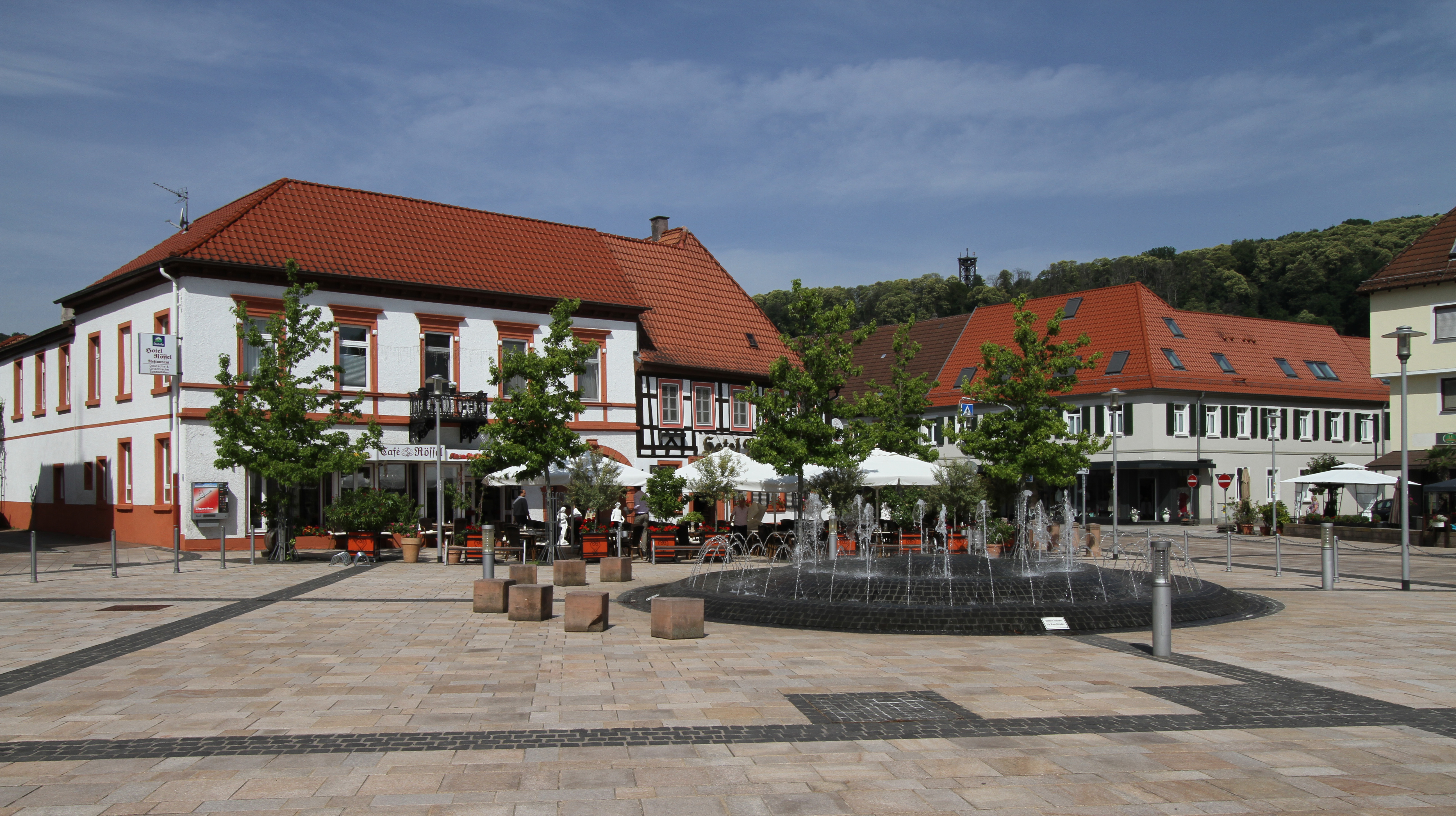
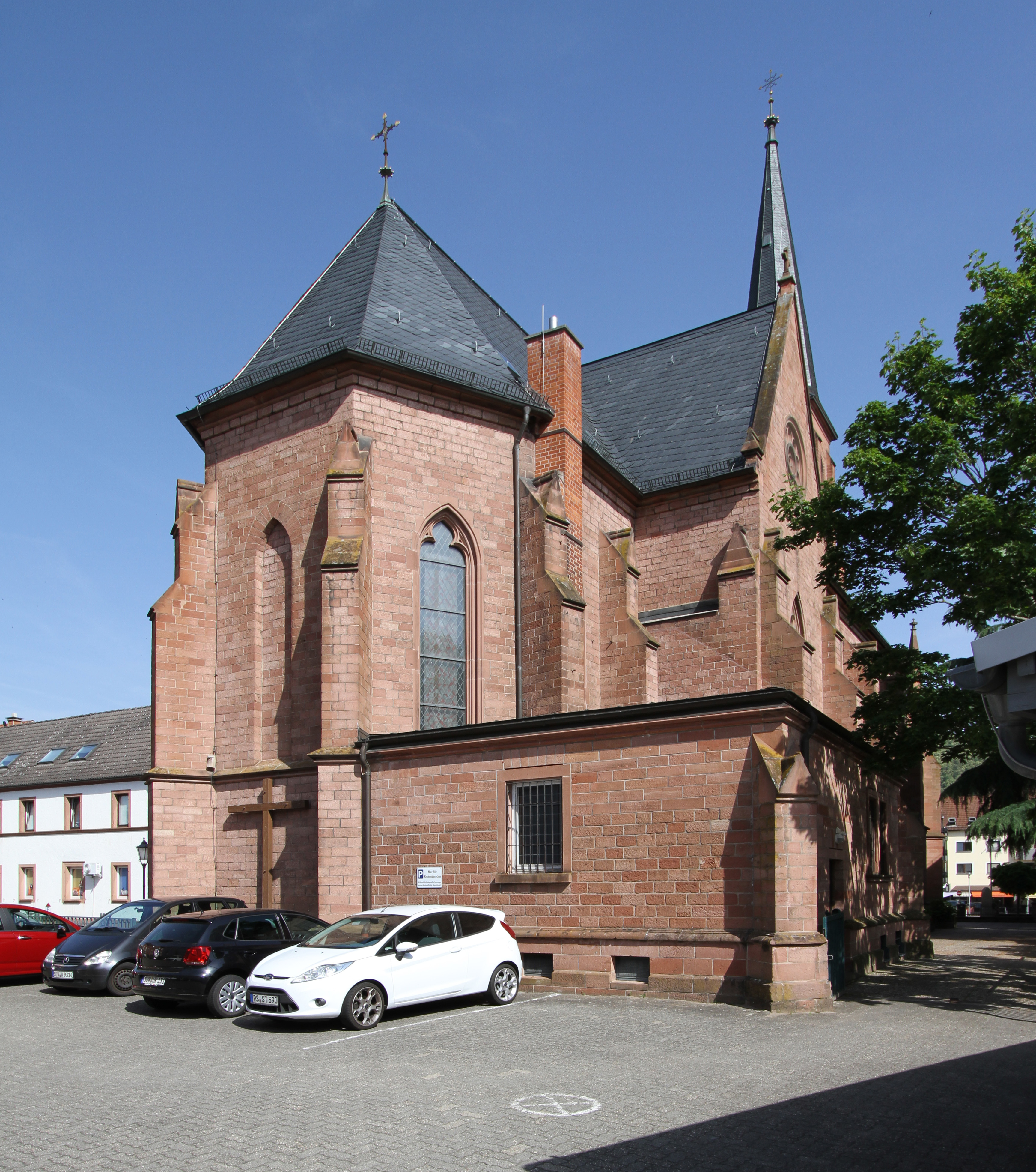
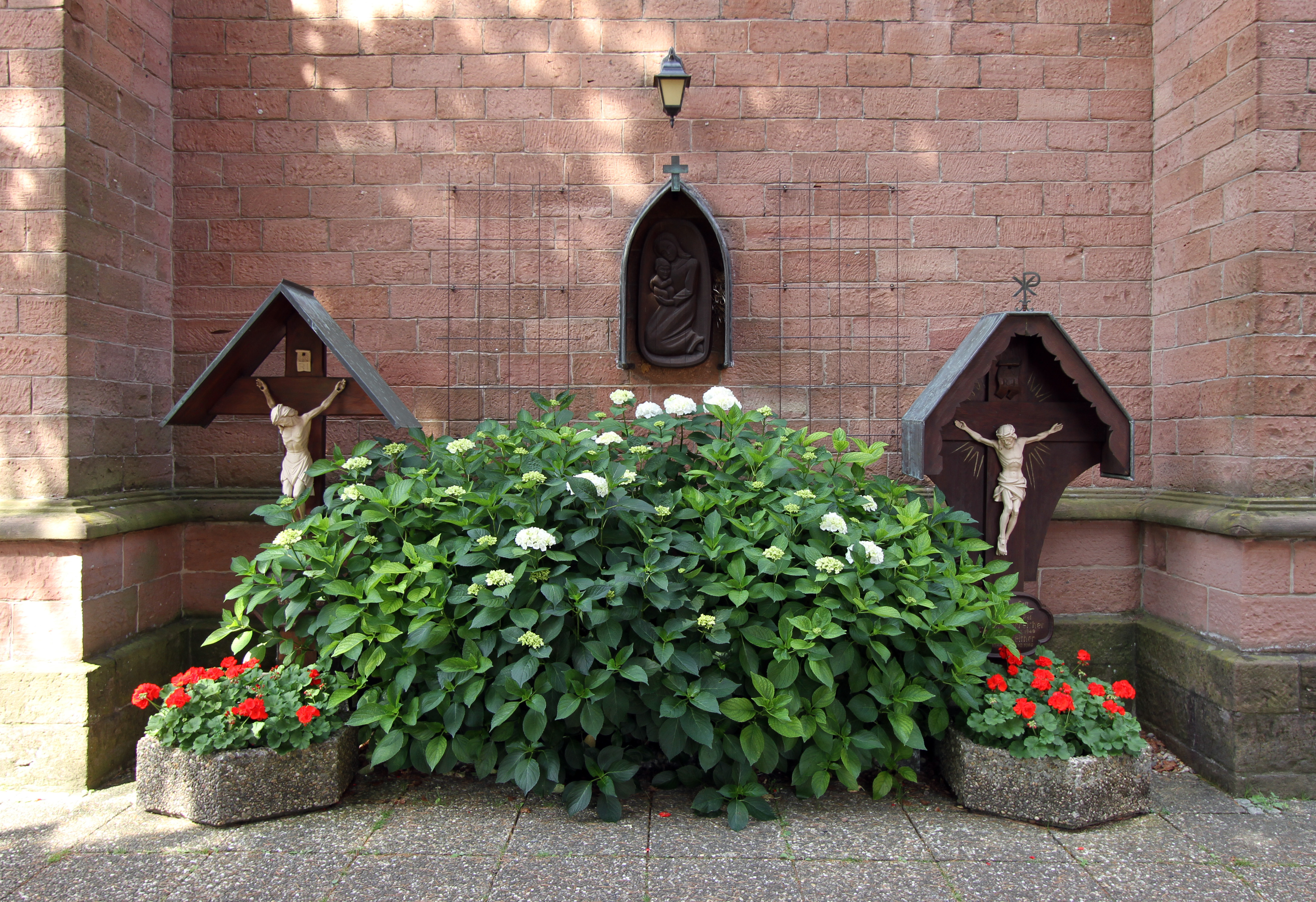
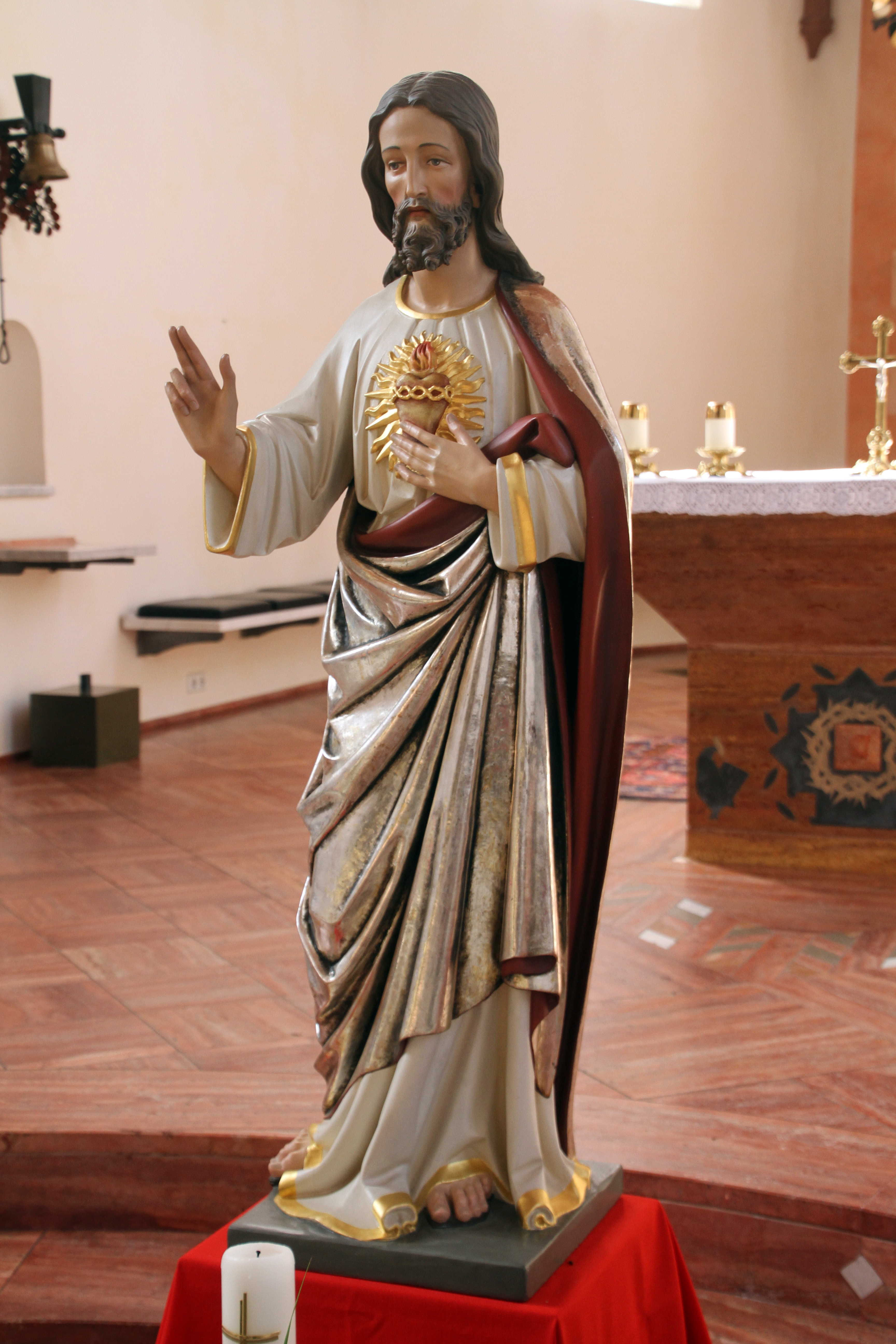